# Gbeľany
Gbeľany (maďarsky Egbelény,do roku 1907 Gbellan) jsou obec v okrese Žilina na Slovensku. V roce 2011 zde žilo 1 226 obyvatel. První písemná zmínka o obci pochází z roku 1362.

## Osobnosti
- Ján Franek – bývalý československý reprezentant v boxu, držitel bronzové olympijské medaile.